# Neodartus bella
Neodartus bella är en insektsart som beskrevs av Carl Stål 1855. Neodartus bella ingår i släktet Neodartus och familjen dvärgstritar. Inga underarter finns listade i Catalogue of Life.